# Solana Sierra
| jaar | rang enkelspel | rang dubbelspel |
| ---- | -------------- | --------------- |
| 2019 | 1069           | –               |
| 2020 | 1152           | –               |
| 2021 | 811            | –               |
| 2022 | 464            | 930             |
| 2023 | 212            | 773             |
| 2024 | 154            | 933             |

Solana Sierra (Mar del Plata, 17 juni 2004) is een tennisspeelster uit Argentinië. Sierra begon met tennis toen zij drie jaar oud was. Haar favoriete ondergrond is gravel. Zij speelt rechtshandig en heeft een tweehandige backhand. Zij is actief in het internationale tennis sinds 2018.

## Loopbaan

### Junioren
Op Roland Garros 2022 bereikte Sierra de finale van het meisjesenkelspel – zij verloor de eindstrijd van de Tsjechische Lucie Havlíčková. In juli van dat jaar bereikte zij de 7e plaats op de juniorenranglijst van de ITF.

### Enkelspel
Sierra debuteerde in 2018 op het ITF-toernooi van Buenos Aires (Argentinië). Zij stond in 2022 voor het eerst in een finale, op het ITF-toernooi van Palmanova (Spanje) – zij verloor van de Spaanse Guiomar Maristany. Later dat jaar veroverde Sierra haar eerste titel, op het ITF-toernooi van Cancún (Mexico), door de Chinese Han Jiangxue  te verslaan. Tot op heden(augustus 2025) won zij veertien ITF-titels, de meest recente in 2025 in Bellinzona (Zwitserland).
In 2021 speelde Sierra voor het eerst op een WTA-hoofdtoernooi, op het toernooi van Buenos Aires – zij bereikte er de tweede ronde. In 2024 verdiende Sierra haar grandslamdebuut, via het kwalificatietoernooi, op het US Open. Hiermee kwam zij binnen op de top 150 van de wereldranglijst.
Sierra stond in 2025 voor het eerst in een WTA-finale, op het WTA 125-toernooi van Antalya – hier veroverde zij haar eerste titel, door de Spaanse Leyre Romero Gormaz te verslaan. In juni haakte zij nipt aan bij de mondiale top 100. Op Wimbledon, waar zij nèt niet voor de kwalificaties was geslaagd, werd zij (omdat Greet Minnen zich had afgemeld) als lucky loser toegelaten – daar bereikte zij de vierde ronde, als eerste lucky loser in het open tijdperk.
Haar hoogste notering op de WTA-ranglijst is de 64e plaats, die zij bereikte in juli 2025.

### Dubbelspel
Sierra was weinig actief in het dubbelspel. Zij debuteerde in 2020 op het ITF-toernooi van Sharm-el-Sheikh (Egypte), samen met landgenote Jazmin Ortenzi. Zij stond in 2023 voor het eerst in een finale, op het ITF-toernooi van Zaragoza (Spanje), geflankeerd door de Italiaanse Martina Colmegna – hier veroverde zij haar eerste titel, door het Amerikaanse duo Kimmi Hance en Ashley Lahey te verslaan.
In 2021 speelde Sierra voor het eerst op een WTA-hoofdtoernooi, op het toernooi van Buenos Aires, samen met de Andorrese Victoria Jiménez Kasintseva. Op de WTA-toernooien kwam zij nooit verder dan de tweede ronde.

### Tennis in teamverband
In de periode 2022–2024 maakte Sierra deel uit van het Argentijnse Fed Cup-team – zij vergaarde daar een winst/verlies-balans van 5–2.

## Palmares
| Legenda                 |
| ----------------------- |
| Grandslamtoernooi       |
| Olympische Spelen       |
| Year-End Championships  |
| Premier Mandatory       |
| Premier Five / WTA 1000 |
| Premier / WTA 500       |
| International / WTA 250 |
| Challenger / WTA 125    |

### WTA-finaleplaatsen enkelspel
| nr.              | finale     | toernooi    | ondergrond | tegenstandster      | score    |         |
| ---------------- | ---------- | ----------- | ---------- | ------------------- | -------- | ------- |
| gewonnen finales |            |             |            |                     |          |         |
| 1.               | 2025-04-06 | WTA Antalya | gravel     | Leyre Romero Gormaz | 6-3, 6-4 | details |
| verloren finales |            |             |            |                     |          |         |
| geen             |            |             |            |                     |          |         |

### Gewonnen ITF-toernooien enkelspel
| nr. | finale     | toernooi     | dotatie  | ondergrond | tegenstandster in finale | score         |
| --- | ---------- | ------------ | -------- | ---------- | ------------------------ | ------------- |
| 01. | 2022-08-21 | Cancún       | $ 15.000 | hardcourt  | Han Jiangxue             | 2-6, 6-3, 7-6 |
| 02. | 2022-08-28 | Cancún       | $ 15.000 | hardcourt  | Victoria Rodríguez       | 6-3, 6-3      |
| 03. | 2022-10-02 | Eldorado     | $ 15.000 | gravel     | Luisina Giovannini       | 6-3, 6-3      |
| 04. | 2023-02-26 | Tucumán      | $ 25.000 | gravel     | Rosa Vicens Mas          | 6-2, 6-2      |
| 05. | 2023-09-10 | Zaragoza     | $ 25.000 | gravel     | Guillermina Naya         | 4-6, 6-2, 6-2 |
| 06. | 2023-10-08 | Mendoza      | $ 25.000 | gravel     | Martina Capurro Taborda  | 6-1, 6-3      |
| 07. | 2024-01-28 | Buenos Aires | $ 35.000 | gravel     | Alice Ramé               | 6-1, 6-4      |
| 08. | 2024-07-07 | Getxo        | $ 35.000 | gravel (i) | Lucía Cortez Llorca      | 6-2, 6-1      |
| 09. | 2024-07-21 | Turijn       | $ 35.000 | gravel     | Guiomar Maristany        | 4-6, 6-2, 6-0 |
| 10. | 2024-08-04 | Pilar        | $ 35.000 | gravel     | Lucciana Pérez Alarcón   | 2-6, 6-2, 6-1 |
| 11. | 2024-09-22 | Tucumán      | $ 50.000 | gravel     | Georgia Pedone           | 6-2, 6-2      |
| 12. | 2024-09-29 | Pilar        | $ 50.000 | gravel     | Léolia Jeanjean          | 6-2, opg.     |
| 13. | 2025-01-26 | Vero Beach   | $ 75.000 | gravel     | Whitney Osuigwe          | 6-7, 6-4, 7-5 |
| 14. | 2025-04-13 | Bellinzona   | $ 75.000 | gravel     | Silvia Ambrosio          | 6-4, 6-0      |

## Resultaten grandslamtoernooien
| Legenda | Legenda                          |
| ------- | -------------------------------- |
| g.t.    | geen toernooi gehouden           |
| l.c.    | lagere categorie                 |
| –       | niet deelgenomen                 |
| G       | uitgeschakeld in de groepsfase   |
| 1R      | uitgeschakeld in de eerste ronde |
| 2R      | uitgeschakeld in de tweede ronde |
| 3R      | uitgeschakeld in de derde ronde  |
| 4R      | uitgeschakeld in de vierde ronde |
| KF      | uitgeschakeld in de kwartfinale  |
| HF      | uitgeschakeld in de halve finale |
| F       | de finale verloren               |
| W       | het toernooi gewonnen            |
| w-v     | winst/verlies-balans             |

### Enkelspel
| toernooi        | 2024 | 2025 |
| --------------- | ---- | ---- |
| Australian Open | –    | –    |
| Roland Garros   | –    | 1R   |
| Wimbledon       | –    | 4R   |
| US Open         | 1R   |      |